# Gracilinanus marica
La marmosa grácil septentrional (Gracilinanus marica) es una especie de marsupial didelfimorfo de la familia Didelphidae que habita en el noroeste de Colombia y la franja septentrional de Venezuela.